# جورجيت (نسيج)
الجُورجيت (بالإنجليزية: Georgette)‏ (أصلها من كريب جورجيت) هو نسيج شفاف خفيف الوزن كامِد*، سُمي نسبةً إلى خياطته الفرنسية جورجيت دي لا بلانتي في أوائل القرن العشرين.
يُصنع هذا النسيج أساسًا من الحرير، حيثُ تكون خيوطه مُلتوية كثيرًا. يتم تكوين سطحه المُتجعد المُميز عن طريق التناوب بين خيوط S وZ في شكلٍ أعوج ومُلتحم.
يصنع الجورجيت بألوانٍ وطبعاتٍ مصمتة، ويستخدم في القمصان النسائية والفساتين وفساتين السهرة والساري والتشذيب، كما يُستخدم في الأوشحة. الجورجيت أكثر نعومة وأقل لمعانًا من الشيفون.

## معرض صور

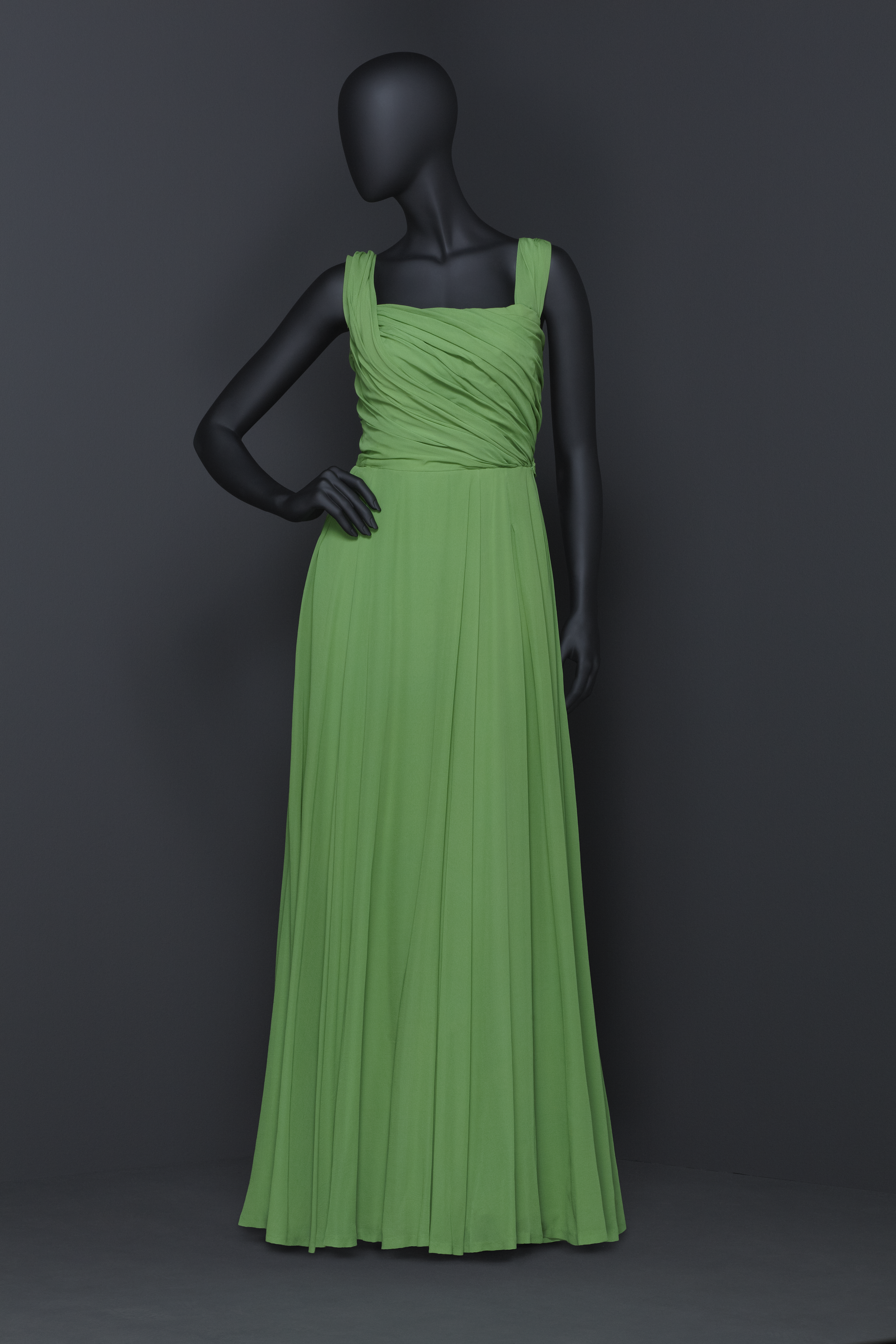
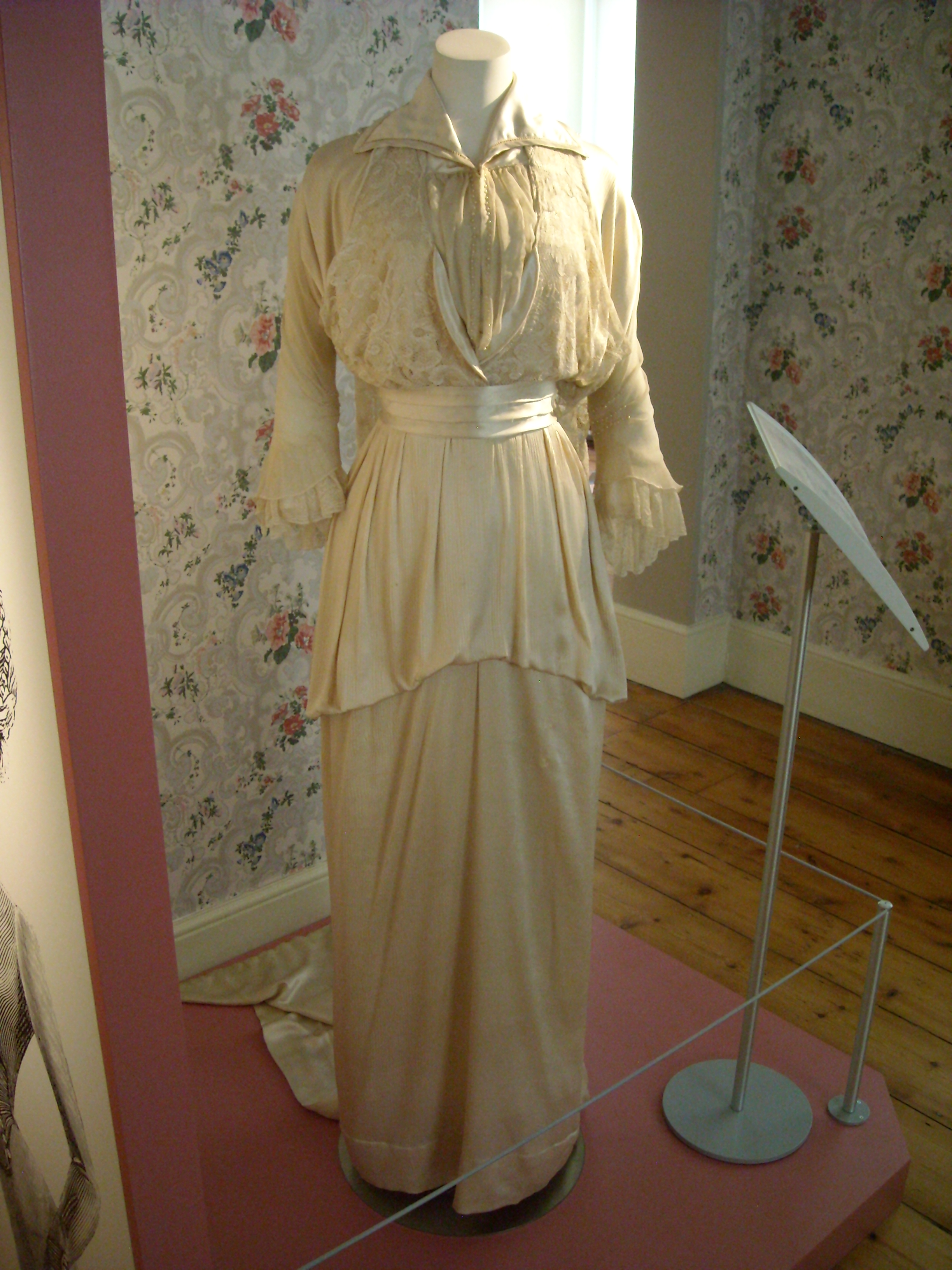
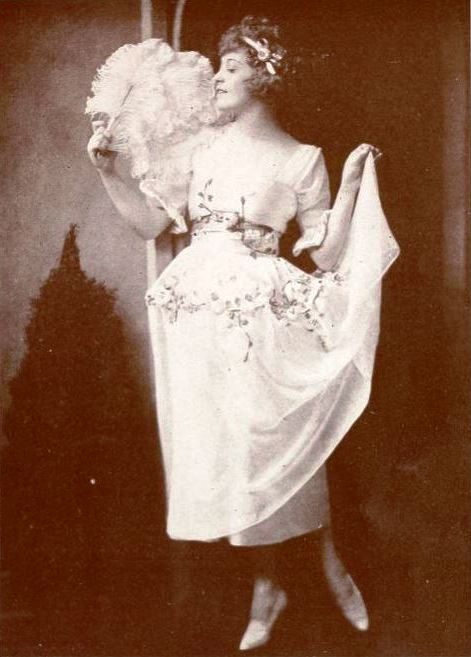